# Lorengau
Lorengau est une ville de Papouasie-Nouvelle-Guinée.
Il s'agit de la capitale de la province de Manus.